# Гинзбург, Александр Маркович
Алекса́ндр Ма́ркович Ги́нзбург (4 июля 1876, Славянск — 1949, Харьков) — российский и советский архитектор, инженер, публицист еврейского происхождения. Пионер и пропагандист широкого использования железобетона в строительстве. Автор более ста двадцати зданий, из которых двадцать вошли в Список памятников архитектуры Харькова. Работал первоначально в стиле декоративного модерна, но вскоре перешёл к рациональному (конструктивному) модерну; иногда этот стиль 1910-х годов характеризуется как протоконструктивизм.
Публиковался в журнале «Зодчий». Занимался научно-исследовательской работой: теорией стереоскопического кино, теорией симметрии, кристаллографией, оптикой и теорией архитектурной колористики. Проектировал для Харьковской губернии, Екатеринослава, Сум, Ялты, Коломака. Преподавал в учебных заведениях. Среди его проектов жилые дома и производственные здания.

## Биография
Александр Маркович Гинзбург родился 4 июля 1876 в Славянске, в семье доктора медицины Марка Давидовича Гинзбурга. Окончил 3-ю харьковскую мужскую гимназию (1894), физико-математический факультет Харьковского университета (1898). Затем отправился в путешествие по Европе, изучал математику в Берлинском университете (1899). В 1900 году поступил в Харьковский технологический институт, который окончил в 1903-м, получив звание инженера-технолога и право на проведение строительных работ.
Сразу после окончания технологического института Гинзбург построил при помощи архитектора И. И. Загоскина собственный дом на Сумской улице Харькова. В этом доме, где не только несущие конструкции были железобетонными, но и наружный декор выполнен литьём из армированного цементного раствора, он организовал проектное бюро «Железобетон», где проектировал многоэтажные доходные дома с широким применением железобетонных конструкций. В 1909 году избран секретарём архитектурно-строительного отдела харьковского отделения Русского технического общества. В своих докладах на заседаниях общества анализировал опыт строительства американских небоскрёбов и практику применения железобетона в строительстве..
В сентябре 1913 года Гинзбург принимал участие в выставке фотографий и чертежей украинского зодчества, организованной Украинским художественно-архитектурным отделом. В 1916 году совместно с землемером Н. Б. Жавридом составил топографический план Харькова, с показом города и близлежащих пригородов. При составлении плана выяснилось, что фактически заселённая площадь за последние 20 лет выросла вчетверо, до 85 км², причём жилые зоны случайным образом чередовались с промышленными.
В 1915 году под руководством Робера Майара участвовал в строительстве железобетонных корпусов для эвакуированного из Риги завода «Всеобщей компании электричества» (ныне Харьковский электромеханический завод).
После революции Гинзбург лишился собственности и уехал в Ростов-на-Дону, где преподавал в техникуме водного транспорта до 1922 года, затем участвовал в восстановлении Донбасса. В период нэпа занимал должности главного инженера и главного архитектора в крупных промышленных и строительных трестах: «Донуголь», «Химуголь», «Индустрой». В тот же период он опубликовал ряд работ по кристаллографии и теории симметрии. В 1929 году получил патент на сетчатые пространственные конструкции для больших пролётов.
В 1924 году вернулся в Харьков, участвовал в реконструкции швейной фабрики им. Тинякова и других предприятий лёгкой промышленности. Для Константиновки разработал проекты стеклянно-бутылочного завода и дома для приезжих. Принимал участие в конкурсах на проектирование зданий Госпрома и Оперного театра. Некоторое время преподавал оптику и цветоведение в Харьковском художественном институте. В 1928—1930 гг. был директором научно-исследовательской станции Наркомстроя в Харькове, а в 1931—1935 заведовал научным отделом Гипромеза и Гипротранса. В 1930-х годах занимался строительной акустикой: проектировал акустические системы Дворца пионеров, Дома Красной армии и оперного театра.
В 1931 году получил звание профессора архитектуры, а в 1941-м принят в Союз архитекторов УССР. Преподавал курсы теории сооружений, истории архитектуры, архитектурной акустики и оптики. Работал в Художественном техникуме и Горно-индустриальном институте.
Во время Великой Отечественной войны жил в эвакуации в Тбилиси, также занимаясь преподаванием. Вернувшись в освобождённый Харьков, был поражён описаниями массового истребления евреев гитлеровцами и увлёкся идеями еврейского национального возрождения. Параллельно преподавательской работе в Харьковском инженерно-строительном институте и Институте инженеров коммунального строительства был избран главой еврейской религиозной общины города, в организации которой сам активно участвовал. Почти сразу община попала под подозрение органов госбезопасности в антисоветской деятельности. Гинзбург не был репрессирован, но потерял работу и умер в нужде в 1949 году.

## Проекты и постройки

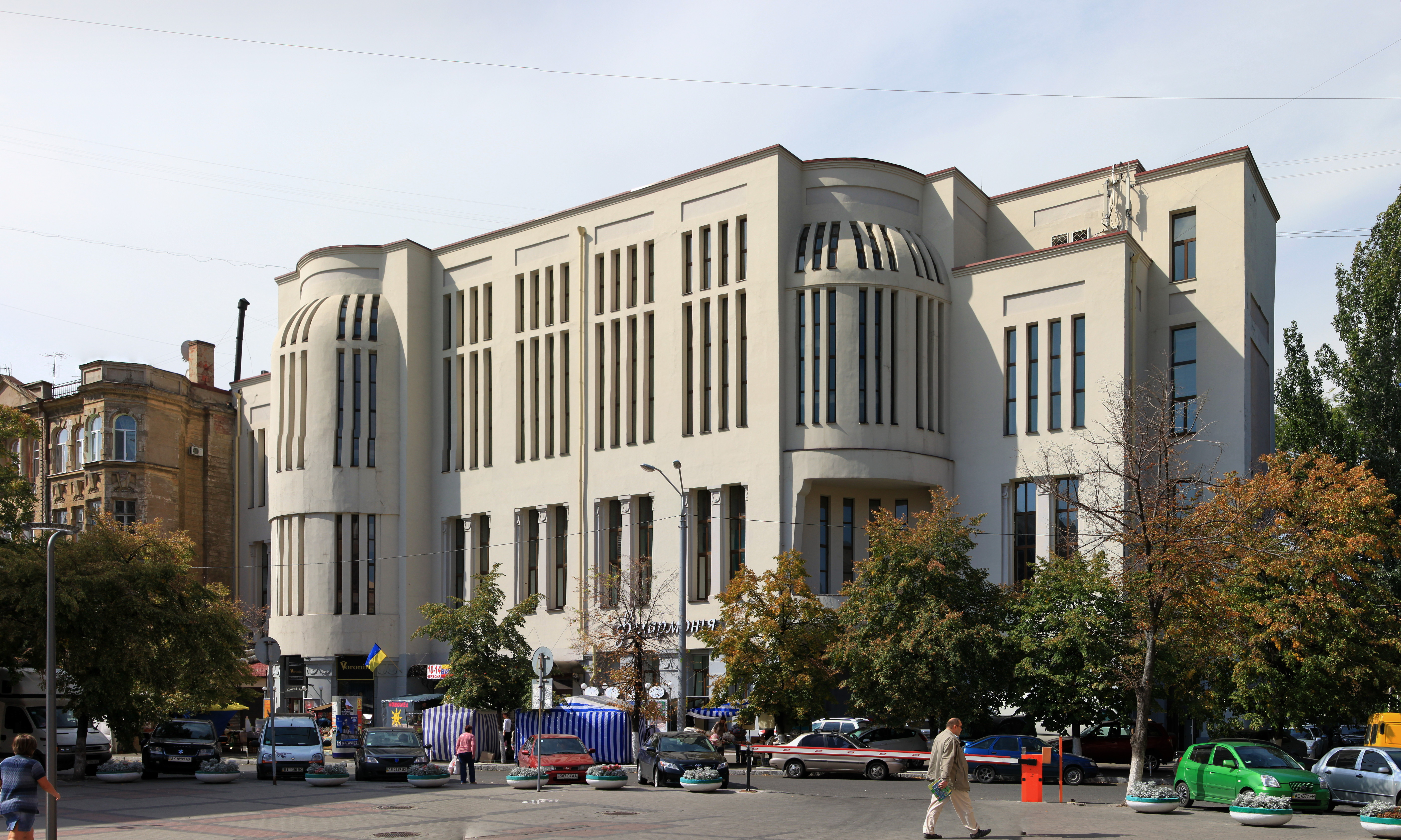
Здание общественного собрания в Екатеринославе (ныне Днепропетровская областная филармония), 1913 г.

### В Екатеринославе
- Театр-клуб общественного собрания (1911—1913)

### В Сумах
- Театр Д. М. Корепанова «Тиволи» (1912)
- Особняк жандармского полковника Маринича, ул. Петропавловская, 105 (1915?), ныне Сумская областная научная медицинская библиотека

### В Таганроге
- Здание Алексеевской женской гимназии (1916)

### В Харькове

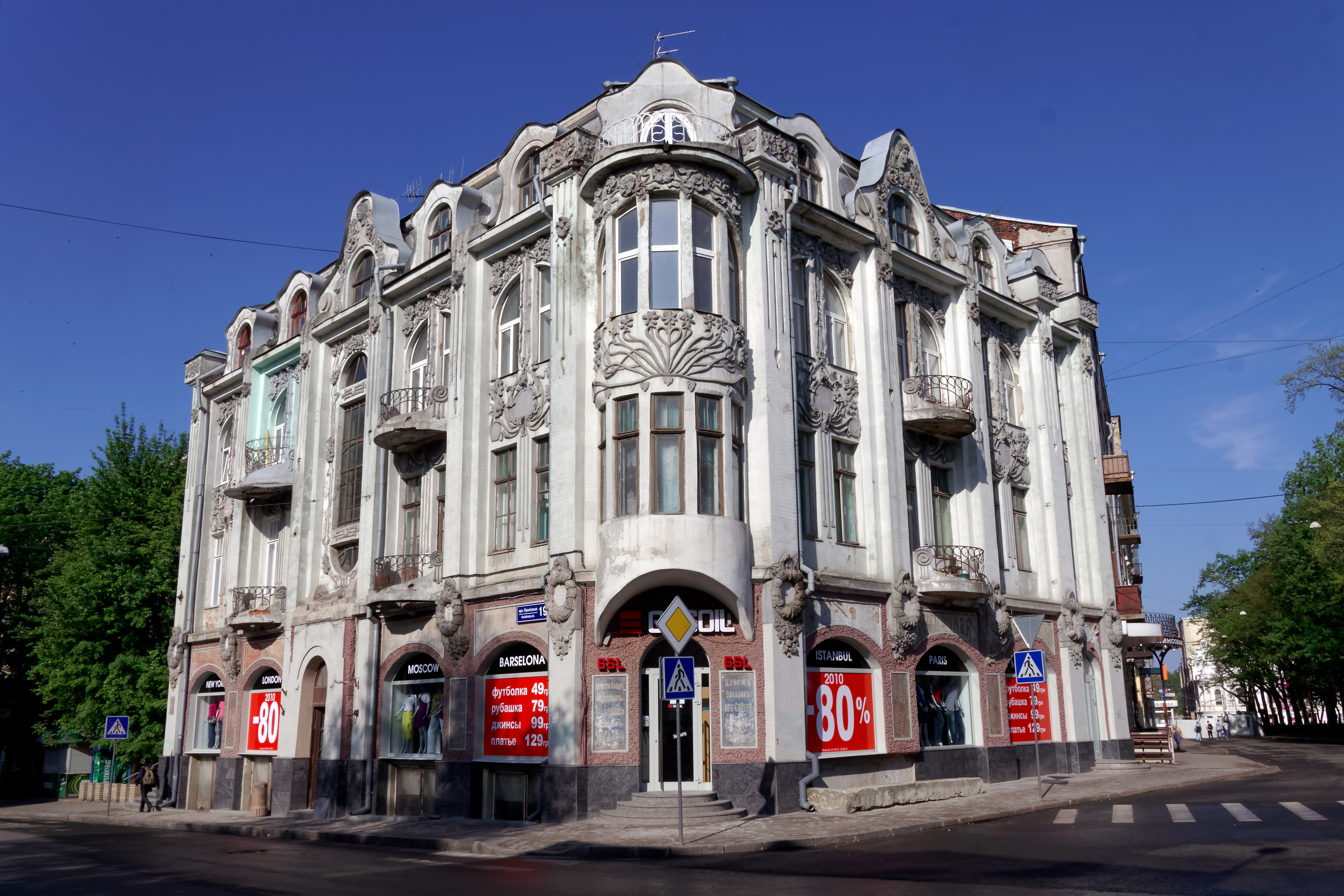
Доходный дом Селивановых, 1907 г.

- Собственный доходный дом («Золотая рыбка»), пер. Грабовского, 4 (в соавторстве с И. И. Загоскиным, 1905);
- Пивоваренный завод Игнатищева, ул. Большая Панасовская, 67 (1905);
- Доходный дом Ландо-Безверхова, ул. Сумская, 80 (1906);
- Трибуны Харьковского ипподрома, пл. Первого Мая, 2, вместе с З. М. Харманским (1907), не сохранились;
- Доходный дом Селивановых, ул. Пушкинская, 19 (1907);

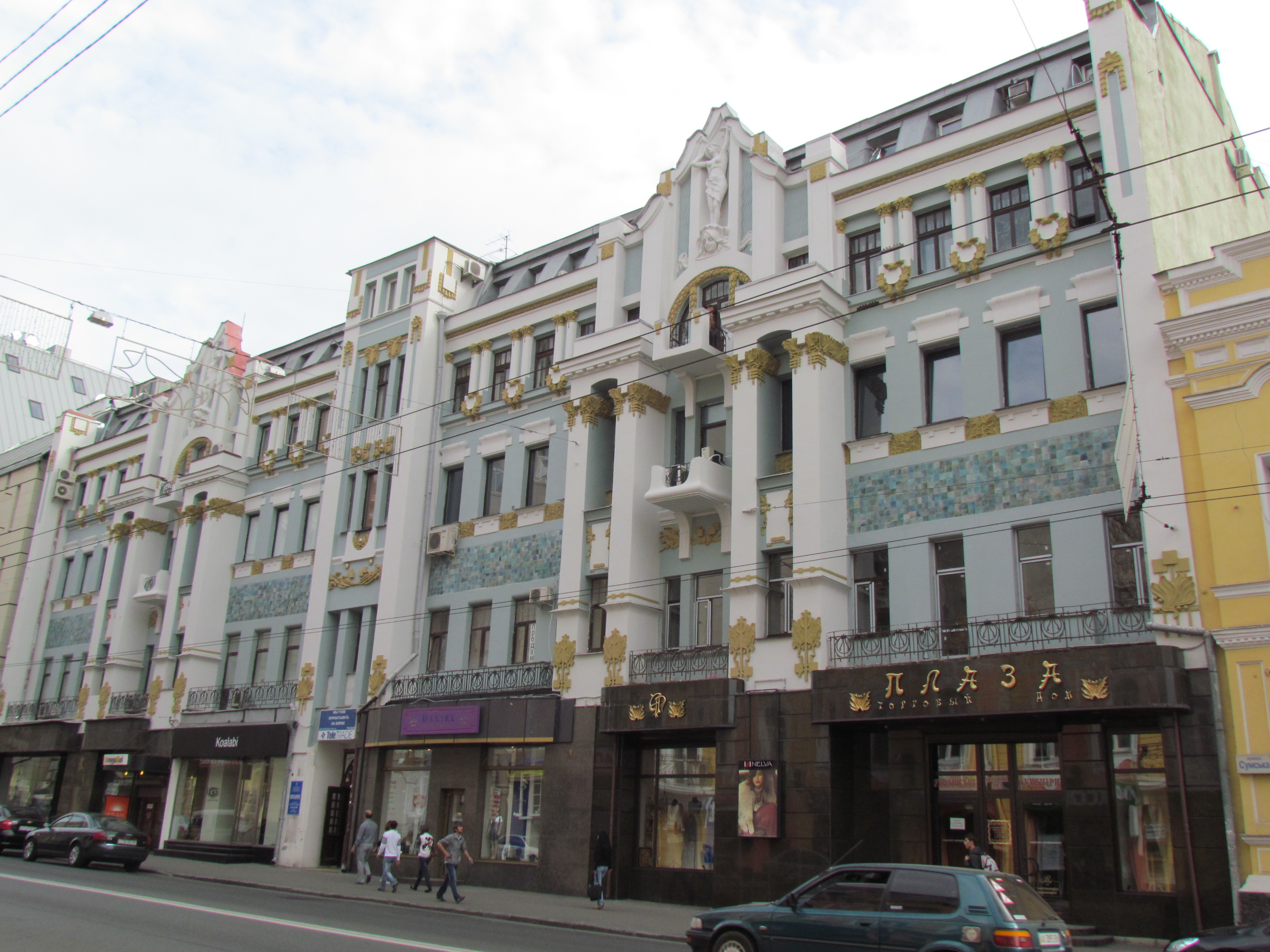
Доходный дом, Сумская, 6, 1910 г.

- Доходный дом, ул. Сумская, 45 (1907);
- Доходный дом, ул. Сумская, 82а (1908);
- Жилой флигель, ул. Коцарская, 23 (1908);
- Доходный дом, ул. Чеботарская, 45 (1908);
- Особняк профессора медицины Павла Михина («Дом чая»), ул. Мироносицкая, 58 (1908), авторство предположительно[13];
- Доходный дом, ул. Сумская, 6 (1910, реконструкция здания, построенного в 1879 г.);
- Доходный дом Герша Лифшица, ул. Сумская, 26 (1910)[14];
- Доходный дом, ул. Сумская, 49 (1910, вместе c А.И. Гороховым);
- Доходный дом, ул. Сумская, 51;
- Доходный дом, ул. Сумская, 65 (1913);
- Доходный дом, ул. Сумская, 102;
- Доходный дом, ул. Сумская, 108 (1912);
- Жилые дома, ул. Чайковского, 15 (начало XX в.) и ул. Чайковского, 21 (1912);

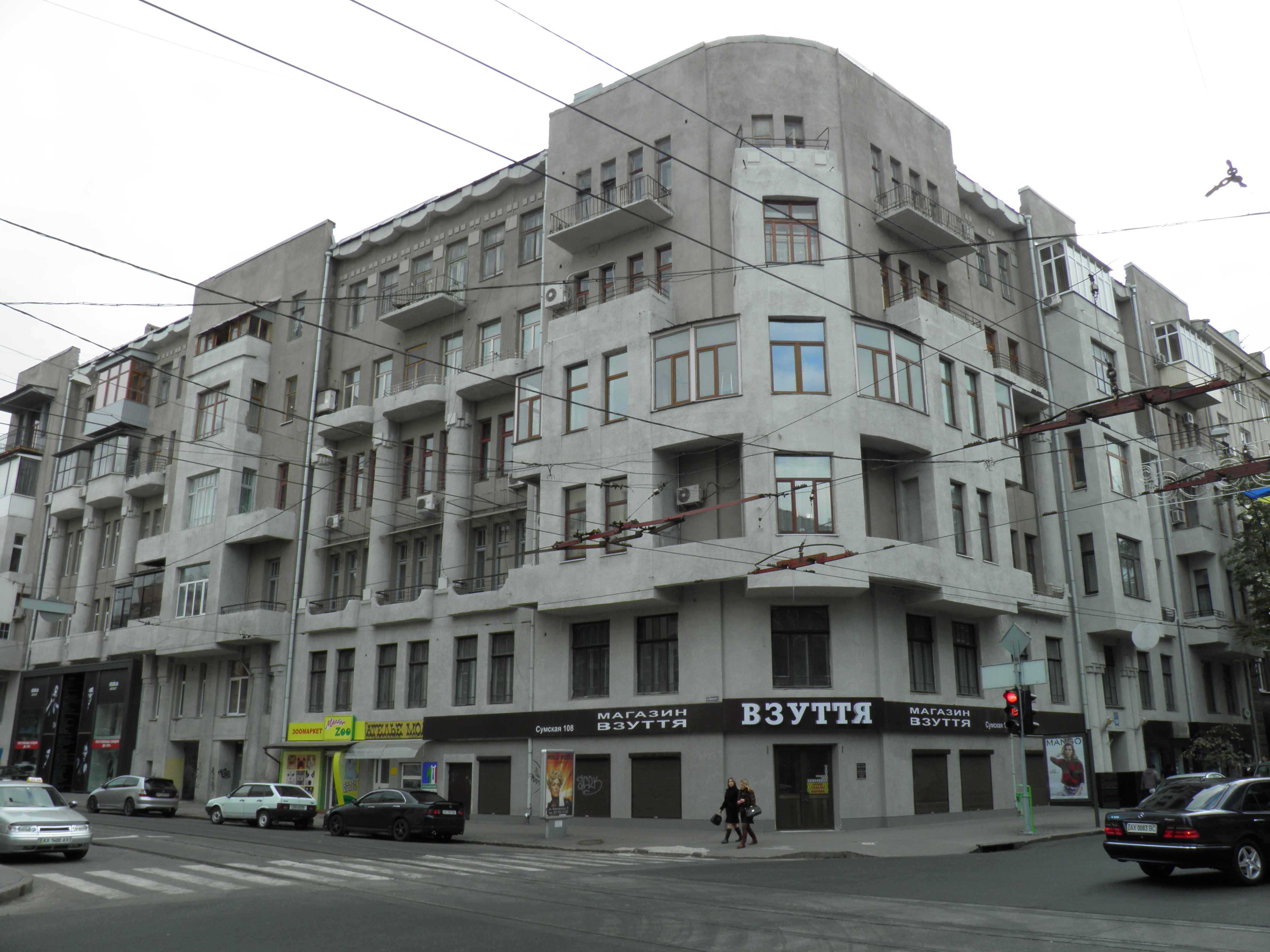
Доходный дом, Сумская, 108, 1912 г.

- Особняк, ул. Чернышёвская, 59 (начало XX в.);
- Фабрика, ул. Гражданская, 25, (1910), реконструкция;
- Жилой дом, ул. Куликовская, 8 (1910);
- Жилой дом, ул. Нетеченская, 16 (1910);
- Жилой дом, пер. Молчановский, 7 (1910);
- Жилой дом, ул. Чигирина, 4 (1911);
- Доходный дом Ендовицкого, ул. Рымарская, 23, (1913, реконструкция здания, построенного в 1887 г.);
- Летний театр в саду Коммерческого клуба, не сохранился;
- Особняк, ул. Свободы, 35 (авторство предположительно);

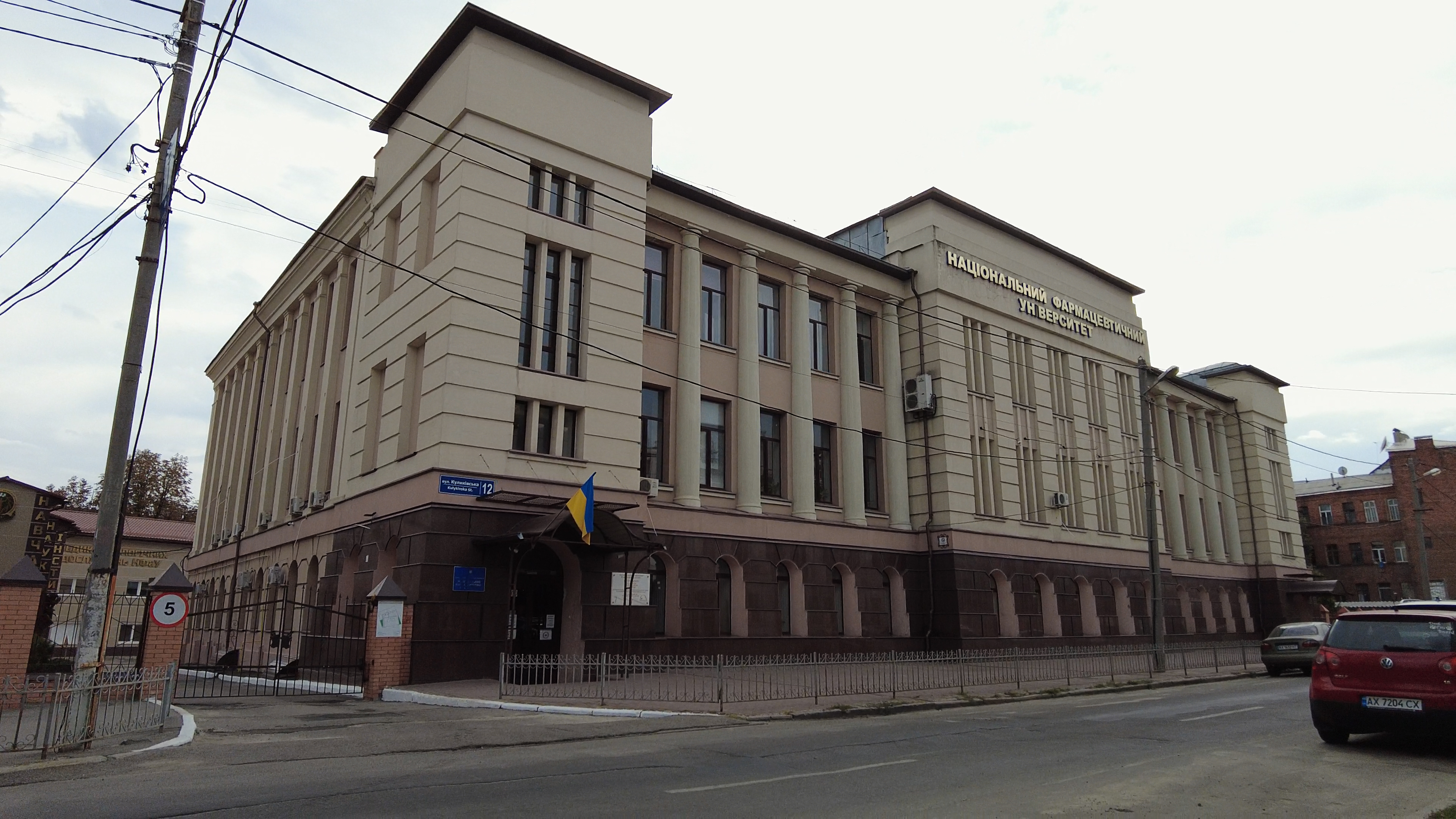
Здание Еврейского благотворительного общества. Куликовская (Мельникова), 12, 1910 г.

- Учебное учреждение Еврейского благотворительного общества, ул. Куликовская, 12 (1910);
- Особняк, ул. Куликовская, 6 (1912);
- Жилой дом, пер. Каплуновский, 4 (1913);
- Жилой дом, пл. Фейербаха, 8 (1914), не сохранился;
- Особняк, ул. Гольдберговская, 106 (1915);
- Жилой дом Цетлина, пер. Плетневский, 7 (1916);

## Память
- Улица Архитектора Гинзбурга (Харьков, с 2024 г., бывш. Жилярди)[15]

## Публикации
- Гинзбург А. М. Железобетон. Доклад по случаю 25-летия Харьковского отделения императорского технического общества, прочитанного в юбилейном заседании 14 марта 1906 г. – Х.: Зильберберг и сыновья, 1906.
- Гинзбург А. М. Этика архитекторов // Ежегодник общества архитекторов-художников. – Вып. 8. – Спб [Б. и.], 1913.
- Гинзбург А. М. Архитектура провинции // Московский архитектурный мир: Ежегодник. – Вып. 3. – М. [Б. и], 1914.
- Гинзбург А. М. Роль Германии в русской художественной промышленности // Зодчий. – 1914. – № 47. –  С. 79 – 84.
- Гинзбург А. М. О профессиональной организации и этике зодчих. Доклад инженера А. М. Гинзбурга архитектурному отделению Харьковского отделения императорского Русского технического общества . – Х.: Тип. Ю. М. Беркман, 1915.
- Гинзбург А. М. Застройка городов // Зодчий. – 1915. –  № 39 – 40.
- Гинзбург А. М. О праве именоваться архитектором // Зодчий. — Петроград, 1916. — № 7. — С. 70—71.
- Гинзбург А. М. Указатель к плану Харькова. – Х.: Тип. Р. Радомышельского, 1916. – 40 с.
- Гинзбург А. М. Техника и социализм: Прогресс техники – гибель социализма. – Х.: Тип. М. И. Левина, 1918. – 20 с.
- Гинзбург А. М. Техника инвентаризации: руководство для работников по инвентаризации, оценке и амортизации. – М. - Л.: Промиздат, тип. «Новая деревня», 1927. – 179 с.
- Гинзбург А. М. Оптика и акустика театральных помещений // Зодчество. – 1928. – № 1 – 2.
- Гінзбург А. М. Побудова візерунків [Построение узоров] (укр.). — Х.: Державне видавництво України, 1929. — 3000 экз.
- А. M. Günzburg. Die Gründzuge der Lehre von der Symmetrie auf Linien und Ebenen (нем.) // Zeitschrift für Kristallographie. — 1929. — Bd. 71, H. 1/2. — S. 81—94.
- Гинзбург А. М. Система строительного учета   – М.- Л.: Гос. изд-во, тип. печатный двор, 1930. – 88 с.
- Гінзбург А. М. Велике Запоріжжя. – Х.: Державне вид-во України, 1930.
- Гінзбург О. М. Про заснування в Харкові Науково-дослідного інституту проектування міст  / О. М.Гінзбург // Господарство України. – 1930. – № 4.
- Экономические показатели по постройке городских кварталов и жилых домов  / Гинзбург А. М., Саливон А. П., Легкий М. Г. – Х.: Хозяйство Украины, 1931.
- Гинзбург А. М. Учет и калькуляция в черчении. – М. - Л.: Техника управления, тип. им. Воровского, 1931. – 44 с.
- Гинзбург А. М. Строение и состав твердых аггрегатных строительных материалов. В 2 ч. / Гинзбург А. М., Софронов В. Д. – Ч. І. – Х.: Хозяйство Украины, 1931. – 54 с.
- Гинзбург А. М. Строение и состав твердых агрегатных строительных материалов. В 2 ч. / Гинзбург А. М., Зеленский И. Е. – Ч. 2. – Х.: Хозяйство Украины, 1932. – 88 с.
- Гинзбург А. М. Симметрия на плоскости. – Х.: Гос. научн.-тех. изд-во Украины, 1934. – 52 с.
- Гинзбург А. М. Симметрия на шаре. – Х.: Гос. научн.-тех. изд-во Украины, 1935. – 132 с.
- Гинзбург А. М. Сетчатое покрытие больших пролетов / А. М. Гинзбург // Академия архитектуры. – 1936. – № 6. – С. 17 – 26.
- Гинзбург А. М. Теоретические основания построения орнаментальных форм. 1918 – 1947 гг.  // Академия архитектуры УССР: Инст-т худож. пром-сти. – К., 1947. – Рукопись. – Методфонд НДІТІАМ, – № 291. – 135 с.